# Robert Laycock
Robert Edward Laycock, född 18 april 1907 i London, England, död 10 mars 1968, var en brittisk soldat, känd för att ha varit en framgångsrik kommandosoldat under andra världskriget.

## Tidigt liv
Laycock föddes i London 18 april 1907 som son till brigadgeneral Sir Joseph Frederick Laycock, en artilleriofficer. Hans mor var Katherine Mary Hare.
Laycock tjänstgjorde vid avdelningen för kemisk krigföring i British Expeditionary Force. Laycock skickades dock tillbaka till Storbritannien och missade slaget om Frankrike.
Winston Churchill utsåg Sir Roger Keyes som chef för de brittiska kommandostyrkorna sommaren 1940. Keyes skickade snart efter Laycock som han kände till. David Niven hävdade att han hade introducerat Laycock för kommandostyrkan eftersom de var släkt genom hans äktenskap med Primula Susan Rollo.
Laycock var vid tidpunkten kapten i kavalleriet och skulle nyligen ha skickats till Indien. Niven hävdade att han hade hjälpt till att ordna ett möte mellan Dudley Clarke och Robert Laycock, vilket ledde till att en annan soldat skickades till Indien medan Laycock fick bilda sin egen kommandostyrka.

## Kommandosoldat
Som överste i kommandotrupperna ledde han en kommandostyrka på tre bataljoner som kallades "Layforce". Den skickades till Mellanöstern.
En av de första räderna han ledde var en räd vid den italienska hamnen Bardia i Libyen. Även om räden resulterade i få materiella vinster lärde man sig mycket särskilt att man måste röra sig fort.
När tyska soldater angrep Kreta hade befälhavaren i Mellanöstern (Arcibald Wavell) bara en styrka i reserv att skicka till Kreta nämligen "Layforce". När de skickades till Kreta hade de allierade fortfarande hopp om att kunna besegra de tyska soldaterna, men när de anlände blev deras uppdrag istället att skydda de allierade soldaterna medan de evakuerades.
Laycock och hans styrka nådde Kreta på natten till den 27 april 1941. På Kreta försvarade de huvudvägen in mot Sphakia. De mötte bland annat tunga flygangrepp. Hans personliga assistent var den kända författaren Evelyn Waugh.
Under Laycocks tid på Kreta angreps även hans högkvarter av tyska soldater. Laycock hoppade då in i en stridsvagn som råkade stå i närheten och körde över de tyska soldaterna.
Laycock och Evelyn Waugh var med på det sista fartyget som lämnade Kreta. Laycocks styrka hade då förlorat 600 man (75 % av hela styrkan).
Laycocks mest kända uppdrag är antagligen när han ledde det misslyckade försöket att tillfångata befälhavaren för Afrikakåren, Erwin Rommel år 1941. Styrkan led stora förluster. Laycock lyckades dock fly tillsammans med en sergeant och tog sig till de brittiska linjerna efter två månader.
1942 återvände han till Storbritannien. Där fick han befäl över Special Service Brigade. Han ledde brigaden vid Operation Husky 1943, och i Salernokampanjen där hans brigad höll brohuvudet i elva dagar och förlorade 50 % av brigaden.
I oktober 1943 blev han befordrad till generalmajor och efterträdde Lord Mountbatten som chef för kommandostyrkorna, en post han höll till 1947.
Därefter drog han sig tillbaka till familjegodset i Nottinghamshire, England.

## Guvernör på Malta
1954 tillsatte honom hans gamla vän Anthony Head, nu krigsminister, som guvernör och överbefälhavare på Malta.
Under hans tid som guvernör började det väckas krav på ett självständigt Malta, med Dom Mintoff som ledare för kampanjen. Laycock avgick 1959.

## De sista åren
Laycock flyttade tillbaka till Nottinghamshire där han blev utsedd till Lord-Lieutenant av Nottinghamshire. Han avled söndagen den 10 mars 1968 i en hjärtattack på väg hem från kyrkan.